# The Age of Plastic
| Recensione | Giudizio |
| ---------- | -------- |
| AllMusic   | [ 1 ]    |

The Age of Plastic è l'album d'esordio del gruppo britannico The Buggles, pubblicato su vinile dall'etichetta discografica Island Records nel 1980 e anticipato dal singolo Video Killed the Radio Star (1979).

## Storia
È un concept album pop di Trevor Horn e Geoffrey Downes, basato sul tema fantascientifico della vita nel futuro, in un mondo di tecnologie contemporaneamente sorprendenti e inquietanti.
Viene generalmente considerato una pietra miliare della musica pop. L'atmosfera futuristica viene creata soprattutto con l'uso di strumenti che alla fine degli anni settanta erano all'avanguardia, come sintetizzatori e drum machine. Il risultato fu molto probabilmente una fonte d'ispirazione importante per molta della new wave e della musica elettronica degli anni ottanta-novanta, e si affianca al lavoro di Brian Eno anticipando in parte quello di artisti come, Gary Numan, Depeche Mode e molti altri. Una delle opere che hanno maggiormente ispirato il concetto di The Age of Plastic è, probabilmente, I Robot degli Alan Parsons Project (1977).
I testi sono fantascientifici, ad esempio, quello di Kid Dynamo parla dell'effetto negativo dei mass media sulla fantasia e l'immaginazione umani mentre I Love You (Miss Robot) tratta la dipendenza dalla tecnologia.
Nonostante la registrazione originale sia analogica, anche la qualità del suono è ampiamente al di sopra degli standard dell'epoca.
L'album, pubblicato in seguito al grande successo del singolo Video Killed the Radio Star (1979), che aveva raggiunto i primi posti in molti paesi, tuttavia non riuscì a scalare le classifiche, anche perché gli altri singoli estratti non ottennero grandi riscontri.
Video Killed the Radio Star e The Age of Plastic procurarono una grande visibilità a Horn e Downes, che poco tempo dopo la pubblicazione del loro album di debutto furono invitati da Chris Squire a unirsi al gruppo progressive degli Yes. L'album che ne risultò, Drama, ricorda per qualche aspetto The Age of Plastic, anche nei testi: la tecnologia torna in brani come Machine Messiah o Into the Lens (I Am a Camera).

## Tracce
LP (Island Records IPLS 9587)

### Lato A
1. The Living in the Plastic Age[4] – 5:12 (Trevor Horn, Geoff Downes)
2. Video Killed the Radio Star (versione album) – 4:13 (Trevor Horn, Geoff Downes, Bruce Woolley)
3. Kid Dynamo – 3:29 (Trevor Horn, Geoff Downes) – lato B del singolo Video Killed the Radio Star
4. I Love You (Miss Robot) – 4:58 (Trevor Horn, Geoff Downes)

Durata totale: 17:52

### Lato B
1. Clean, Clean![5] – 3:53 (Trevor Horn, Geoff Downes, Bruce Woolley)
2. Elstree – 4:29 (Trevor Horn, Geoff Downes)
3. Astroboy (And the Proles on Parade) – 4:47 (Trevor Horn, Geoff Downes)
4. Johnny on the Monorail – 5:26 (Trevor Horn, Geoff Downes)

Durata totale: 18:35

### CD
Island Records 546 274-2 e IMCD 261, a partire dalla versione rimasterizzata del 2000.
1. Island – 3:33 (Trevor Horn, Geoff Downes) – lato B di The Plastic Age
2. Technopop – 3:50 (Trevor Horn, Geoff Downes) – lato B di Clean Clean
3. Johnny on the Monorail (A Very Different Version) (special person John Sinclair mix) – 3:49 (Trevor Horn, Geoff Downes) – lato B di Elstree

Durata totale: 11:12

## Formazione

### Gruppo
- Trevor Charles Horn – voce, basso, chitarra
- Geoff Downes – tastiere, percussioni, batteria

### Altri musicisti
- Paul Robinson, Richard James Burgess, Warren Cann – batteria
- Bruce Woolley – chitarra in Video Killed the Radio Star e The Plastic Age
- Debi Doss, Tina Charles, Linda Jardim – cori in Video Killed the Radio Star

## Classifiche

### Classifiche settimanali
| Classifica (1980) | Posizione massima |
| ----------------- | ----------------- |
| Australia         | 49                |
| Canada            | 83                |
| Francia           | 15                |
| Giappone          | 35                |
| Italia            | 17                |
| Norvegia          | 23                |
| Regno Unito       | 27                |
| Svezia            | 24                |

### Classifiche di fine anno
| Classifica (1980) | Posizione |
| ----------------- | --------- |
| Italia            | 55        |